# Pierre Lueders
Pierre Lueders (* 26. September 1970 in Edmonton, Alberta) ist ein ehemaliger kanadischer Bobfahrer.
Lueders ist der Sohn deutscher Auswanderer aus Brandenburg, die 1957 nach Kanada auswanderten. Er startete bei Bobrennen sowohl im Zweier- als auch im Viererbob, konnte aber seine großen Erfolge ausschließlich im Zweierbob erringen. Sein größter Sieg war der Gewinn der Goldmedaille bei den Olympischen Spielen 1998 in Nagano im Zweierbob.
Bei den Spielen 2006 in Turin konnte er gemeinsam mit seinem Bremser Lascelles Brown die Silbermedaille im Zweierbob gewinnen, als ihn lediglich André Lange schlug.
Nach den Olympischen Winterspielen 2010 (zweimal Fünfter) beendete Lueders seine Karriere. Seit 2012 ist er Trainer der russischen Bob-Nationalmannschaft. Als solcher begleitete er sie zu den Olympischen Winterspielen 2014 in Sotschi, wo die Russen mit ihrem Piloten Alexander Subkow zwei Goldmedaillen gewinnen konnten. Die Medaillen wurden später wegen Dopingvergehen jedoch wieder aberkannt.
Lueders ist verheiratet, hat zwei Kinder und wohnt in Calgary.